# Dewey Martin
Dewey Martin (ur. 8 grudnia 1923 w Katemcy w stanie Teksas, zm. 9 kwietnia 2018) – amerykański aktor filmowy i telewizyjny.

## Życiorys
Urodził się w Teksasie, jednak w dzieciństwie mieszkał głównie w mieście Florence w stanie Alabama. W czasie II wojny światowej służył w marynarce jako pilot samolotu myśliwskiego Grumman F6F Hellcat. W 1945 został zestrzelony i był przetrzymywany jako jeniec wojenny, aż do kapitulacji Japonii.
Jako aktor debiutował w 1949 niewielką rolą w filmie Nicholasa Raya Pukać do każdych drzwi, w którym gwiazdą był Humphrey Bogart. Pierwszą ważną rolę zagrał u boku Kirka Douglasa w westernie Bezkresne niebo (1952) w reżyserii Howarda Hawksa. Kolejne znaczące filmy w jego karierze to; epicki dramat historyczny osadzony w czasach starożytnego Egiptu pt. Ziemia faraonów (1955) oraz film noir Godziny rozpaczy (1955), w którym wcielał się rolę młodszego brata głównego bohatera, granego przez Humphreya Bogarta. W 1957 zagrał z Deanem Martinem w komedii pt. Dziesięć tysięcy sypialni. Pomimo aktorskich sukcesów nie udało mu się osiągnąć statusu gwiazdy. W kolejnych latach nie zagrał już żadnej znaczącej roli. W latach 70. wycofał się z aktorstwa.

## Życie prywatne
Przez 2 lata był mężem popularnej piosenkarki Peggy Lee.
Był spokrewniony z amerykańskim senatorem Rossem Bassem.

## Filmografia
Filmy:

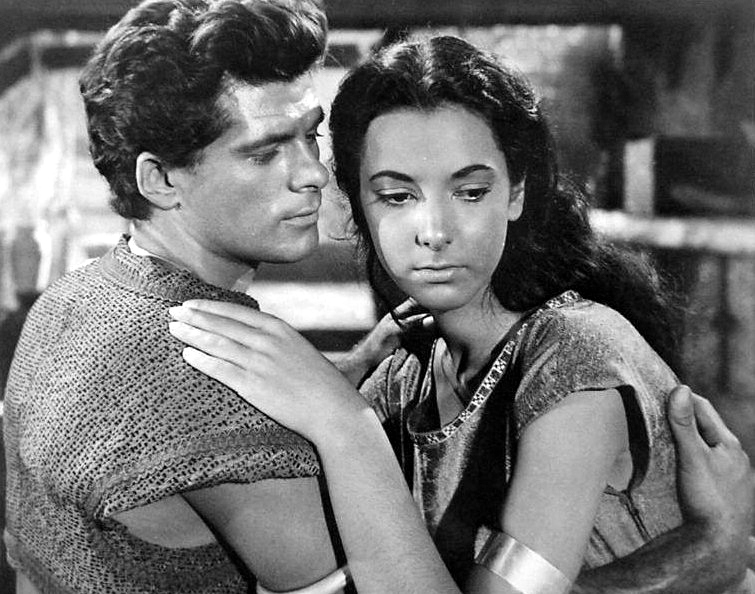
Dewey Martin i Luisella Boni w scenie z filmu Ziemia faraonów (1955)

- Pukać do każdych drzwi (1949) jako Butch
- Pole bitwy (1949) jako marudzący szeregowiec
- Istota z innego świata (1951) jako szef załogi (Bob)
- Bezkresne niebo (1952) jako Boone Caudill
- Tennessee Champ (1954) jako Daniel „Danny” Norson (Tennessee Champ)
- Jeniec wojenny (1954) jako Jesse Treadman
- Ziemia faraonów (1955) jako Senta
- Godziny rozpaczy (1955) jako Hal Griffin, brat Glenna
- Dziesięć tysięcy sypialni (1957) jako Mike Clark
- Najdłuższy dzień (1962) jako szeregowy Wilder (ostatecznie sceny z jego udziałem zostały usunięte z filmu)
- Samotna siódemka (1974) jako Henry Sager

Seriale TV:
- Strefa mroku (1959-64) jako Corey (gościnnie, 1960)
- Po tamtej stronie (1963-65) jako Jim Darcy (gościnnie, 1965)
- Prawo Burke’a (1963-66) jako Dominic Farrow/Con Murdock (gościnnie, 1963 i 1964)
- Mission: Impossible (1966-73) jako Mike Apollo (gościnnie, 1972)
- Mannix (1967-75) jako Clay Lockwood/Sherwin Caine (gościnnie, 1970 i 1971)
- Hawaii Five-O (1968-80) jako Richard Fairbirne (gościnnie, 1970)